# Code Quantum (série télévisée, 2022)
Pour les articles homonymes, voir Code Quantum et Quantum (homonymie).
Production
Diffusion
Chronologie
Code Quantum (série télévisée, 1989)
Code Quantum (Quantum Leap) est une série télévisée américaine en 31 épisodes de 42 minutes créée par Donald Bellisario et développée par Steven Lilien et Bryan Wynbrandt et diffusée entre le 19 septembre 2022 et le 20 février 2024 sur le réseau NBC et en simultané sur Citytv au Canada.
En France, la série est diffusée depuis le 17 avril 2023 sur Série Club puis à partir de 26 octobre 2024 sur M6. Au Québec, elle est diffusée depuis le 23 août 2023 sur Addik. Elle est inédite dans les autres pays francophones.
Il s'agit d'une suite de la série Code Quantum créée par Donald Bellisario et diffusée entre 1989 et 1993. Cette nouvelle version se déroule dans la continuité, trente ans après les événements de la série originale.
Raymond Lee y tient le rôle principal du Dr Ben Song, qui effectue un saut non autorisé dans le passé et se retrouve coincé dans une spirale temporelle passant de vies en vies à diverses époques, tout comme le personnage de Samuel Beckett (incarné par Scott Bakula dans la série des années 1990).

## Synopsis
Trente ans se sont écoulés depuis la disparition du Dr Samuel Beckett dans l'accélérateur temporel. Ce projet est cependant relancé avec une nouvelle équipe qui va essayer de reconstituer les mystères derrière Beckett et sa machine. Pour des raisons inconnues, le Dr Ben Song, le physicien principal du nouveau projet, télécharge un nouveau code de programme sur les systèmes du projet et utilise l'accélérateur pour remonter dans le temps sans avertir son équipe. Tout comme Sam Beckett, il va se perdre dans le passé en vivant la vie d'autres personnes. À chaque fois, il va changer le cours de l'histoire dans l'espoir de revenir au présent. Sa fiancée, Addison Augustine, est son seul lien avec le projet. Addison apparait ainsi comme un hologramme que lui seul peut voir et entendre, tout comme Al Calavicci le faisait pour Sam Beckett.

## Distribution

### Acteurs principaux
- Raymond Lee (VF : Adrien Larmande) : Dr Ben Song
- Caitlin Bassett (en) (VF : Zina Khakhoulia) : Addison Augustine
- Mason Alexander Park (VF : Yoann Sover) : Dr Ian Wright
- Nanrisa Lee (VF : Juliette Poissonnier) : Jenn Chou
- Ernie Hudson (VF : Thierry Desroses) : Herbert « Magic » Williams
- Eliza Taylor-Cotter : Hannah Carson (saison 2)
- Peter Gadiot : Tom Westfall (saison 2)

### Acteurs récurrents
- Georgina Reilly (VF : Barbara Delsol) : Janis Calavicci, fille d'Al Calavicci
- Susan Diol (en) (VF : Dominique Lelong) : Beth Calavicci, femme d'Al Calavicci
- Alice Kremelberg : Rachel, la petite amie de Ian
- Walter Perez (VF : Rémi Caillebot) : Richard Masterson / Leaper X (saison 1)
- James Frain : Gideon Rydge (saison 2)

### Invités
- Deborah Pratt : Ziggy
- Michael Welch (VF : Donald Reignoux) : Ryan
- Michael Malarkey (VF : Pascal Nowak) : Cole
- Carly Pope (VF : Hélène Bizot) : Samantha Stratton
- José Zúñiga (VF : Mathieu Buscatto) : le commandant Jim Reynolds
- Álex González : Marco
- Justin Hartley : Jake
- Sofia Pernas : Tammy Jean Jessup
- Mark Damon Espinoza : Alberto Sandoval
- Yaani King : Frankie
- Jewel Staite : Naomi Harvey
- Elyse Levesque : Lola Gray
- Josh Meyers : Percival Gray
- Deborah Ann Woll : Carly Farmer
- Melissa Roxburgh : Ellen Grier
- P. J. Byrne : Enock Abrams
- Louis Herthum (VF : Gabriel Le Doze) : Shérif Woodrow Morgan
- Tim Matheson : Neal Russell
- Erica Gimpel : Laura Evans
- C.S. Lee : Jin Park
- Benjamin Flores Jr. : Dwain
- Brian Van Holt : Magistrat Bloodhorne
- Lou Diamond Phillips : Shepherd Barnes
- Alicia Lagano : Elena Carr
- David Clayton Rogers (en) : Kevin Zatt
- Josh Dean (en) : Josh Nally
- Dan Bakkedahl : Milton Wells
- John Marshall Jones : Davidson Best
- Eugene Byrd : Dr Harper
- François Chau : Louis Tann
- Robert Picardo : Dr Edwin Woolsey
- Joe Dinicol : Eugene Wagner
- Brandon Routh (VF : Adrien Antoine) : Alexander Augustine
- Patrick Fischler : Dr Mueller

 Source et légende : version française (VF) sur RS Doublage

## Production

### Genèse et développement
En septembre 2021, Scott Bakula, interprète de Sam Beckett, laisse entendre qu'un reboot de la série Code Quantum est envisagé. Un pilote est commandé début 2022 par NBC. Steven Lilien et Bryan Wynbrandt sont annoncés comme showrunners avec notamment Martin Gero à la production. Helen Shaver est chargée de réaliser ce pilote. Après quelques modifications du pilote, NBC commande la série en mai.
Après l'annonce de la commande, Aadrita Mukerji et Dean Georgaris rejoignent la production. C'est finalement Martin Gero qui officie comme showrunner,.
Un nouveau pilote est réalisé par Thor Freudenthal, tandis que le premier pilote est remanié et diffusé plus tard dans la saison. Cette décision est prise pour permettre un meilleur lancement et une meilleure introduction de la série dès le premier épisode. Certains reshoots sont alors réalisés pour retravailler le pilote original qui deviendra le 6e épisode, What a Disaster!.
En septembre 2022, Scott Bakula confirme que les producteurs de la série lui ont demandé de reprendre son rôle de Sam Beckett. Il l'a immédiatement refusé. L'acteur précise plus tard sa réponse sur son compte Instagram : « Comme la série a toujours été proche et chère à mon cœur, ce fut une décision très difficile de refuser le projet. »
NBC rallonge ensuite le nombre d'épisodes de la première saison qui compte ainsi 18 épisodes.
En décembre 2022, NBC renouvelle la série pour une deuxième saison. Quelques épisodes de la deuxième saison ont été tournés avant le déclenchement de la grève de la Writers Guild of America de 2023, début mai.
Le 5 avril 2024, la série est annulée. La troisième saison était déjà imaginée par la production.

### Attribution des rôles
En mars 2022, Raymond Lee est le premier à rejoindre la série, dans le rôle principal du Dr Ben Song. Puis il est rejoint par Ernie Hudson, Nanrisa Lee, Mason Alexander Park et Caitlin Bassett,.
Georgina Reilly est ensuite annoncée dans un rôle récurrent.
Dans cette suite, Deborah Pratt (voix de Ziggy) et Susan Diol (Beth Calavicci) reprennent leur rôle de la série originale,.
Lors de la deuxième saison, Eliza Taylor-Cotter (Hannah Carson) et Peter Gadiot (Tom Westfall) rejoignent le casting principal.

### Tournage
La série est tournée à Vancouver, en Colombie-Britannique au Canada.

## Épisodes

### Première saison (2022-2023)
1. 13 juillet 1985 (July 13th, 1985)
2. Mission Atlantis (Atlantis)
3. Contre-attaque (Somebody Up There Likes Ben)
4. Pour le meilleur et pour le pire (A Decent Proposal)
5. Mort ou vif (Salvation or Bust)
6. Magnitude 6,9 (What a Disaster!)
7. Le Démon de minuit (O Ye of Little Faith)
8. La Grande évasion (Stand by Ben)
9. Dans la ligne de mire (Fellow Travelers)
10. On demande le docteur Song (Paging Dr. Song)
11. Un jour sans fin (Leap. Die. Repeat.)
12. À toute épreuve (Let Them Play)
13. Le Sens de la famille (Family Style)
14. S.O.S. (S.O.S.)
15. Le Verdict (Ben Song for the Defense)
16. Captive (Ben, Interrupted)
17. L'Équipage (The Friendly Skies)
18. Passé, présent, futur (Judgment Day)

### Deuxième saison (2023-2024)
Elle est diffusée depuis le 4 octobre 2023. Huit épisodes sur treize ont été tournés avant la grève de la Writers Guild of America de 2023.
1. Diversion (This Took Too Long!)
2. Braquage (Ben & Teller)
3. Signes (Closure Encounters)
4. Clap de fin (The Lonely Hearts Club)
5. Une nuit à Koreatown (One Night in Koreatown)
6. Histoire secrète (Secret History)
7. Les Sorcières de Middle Towne (A Kind of Magic)
8. L'Espion du Caire (Nomad)
9. L’homme qui parlait trop (Off the Cuff)
10. La carte aux trésors (The Family Treasure)
11. Révélations (The Outsider)
12. Retour de flamme (As the World Burns)
13. Contre la montre (Against Time)